# Lingue ibero-caucasiche
Le lingue ibero-caucasiche sono un ipotetico gruppo linguistico proposto dal linguista georgiano Arnold Chikobava con lo scopo di definire dei rapporti di parentela tra le tre famiglie di lingue caucasiche, vale a dire:
- Caucasiche meridionali (cartveliche)
- Caucasiche nordoccidentali
- Caucasiche nordorientali

Il gruppo ibero-caucasico includerebbe anche alcune lingue estinte: le lingue hurro-urartee, che sono state connesse alle lingue caucasiche nordorientali, nonché hattico e kaskeo, collegate da alcuni linguisti alle lingue caucasiche nordoccidentale o alle summenzionate lingue hurro-urartee.

## Stato della famiglia
L'ipotesi ibero-caucasica ha come premessa l'ipotesi che le lingue caucasiche nordoccidentali e nordorientali possano essere raggruppate nella famiglia delle lingue caucasiche settentrionali. Pertanto, le lingue caucasiche meridionali sarebbero un "gruppo fratello" delle lingue caucasiche settentrionali. Nonostante molti linguisti considerino probabile un collegamento tra le famiglie nordorientale e nordoccidentale, le affinità fra le tre famiglie sono ancora discusse. Infatti, non esistono prove definitive sulla presunta affinità tra le varie famiglie di lingue caucasiche, le quali sono classificate come gruppi linguistici isolati anche nell'esteso atlante linguistico mondiale di Joseph Greenberg. Pertanto, la definizione di "lingue caucasiche" rimane tuttalpiù una conveniente designazione geografica, ma non un accertato phylum linguistico.

## Nome della famiglia
L'"iberico" nel nome della famiglia si riferisce all'Iberia Caucasica — un regno situato nella Georgia orientale che durò dal IV secolo a.C. al V secolo d.C. (non  relazionato affatto alla Penisola Iberica).

## Centri di ricerca principali
- (EN)  Istituto Chikobava di Linguistica dell'Accademia Georgiana di Scienze (Tbilisi).
- (EN)  Dipartimento di Caucasiologia all'Università di Jena (Germania).
- (EN)  Facoltà di Filologia all'Università Statale di Tbilisi (Tbilisi).

## Pubblicazioni principali
- (EN)  The Yearbook of the Iberian-Caucasian Linguistics - L'annuario di linguistica ibero-caucasica - (Tbilisi).
- (FR)  Revue de Kartvelologie et Caucasologie - rivista di cartvelogia e caucasologia - (Parigi).